# La Fourragère (métro de Marseille)
Pour le quartier, voir La Fourragère.
La Fourragère est une station de la ligne 1 du métro de Marseille.

## Situation
La station se situe sur l'avenue des Caillols dans le 12e arrondissement de Marseille. Elle est le terminus sud de la ligne depuis son prolongement le 5 mai 2010.
Pôle d'échanges multimodal (métro, bus, voiture particulière), la station a été construite près de l’échangeur de la rocade L2 mis en service en 2016.
Il est à noter que les rames en provenance de la Rose devront habituellement changer de rails, ce qui provoque la coupure des lumières à cause du contact interrompu du troisième rail, mais la rame pourra toujours avancer.

## La station
La station a été conçue par l'architecte marseillaise Corinne Vezzoni. Très lumineuse (grâce à son éclairage naturel), elle est construite sur deux niveaux et bénéficie de deux accès par des descentes monumentales d'une vingtaine de mètres qui se font face.
Elle est entièrement accessible aux personnes à mobilité réduite (PMR).
Au niveau de surface, on trouve l'entrée, les accès aux ascenseurs, un point d'accueil RTM, les distributeurs de tickets et la zone de validation des billets (équipée de portillons anti-fraude) puis les accès aux quais. Au niveau souterrain, deux quais opposés encadrent la double-voie centrale où s'alternent les départs des rames.
Un parc relais de 400 places (des travaux sont en cours pour passer la capacité du parking à 800 places à l'horizon 2023) sur deux niveaux est accessible gratuitement aux usagers du métro (il faut toutefois posséder la nouvelle carte sans contact Transpass). En surface, une gare d'échanges permet également les correspondances entre le métro et les lignes de bus urbaines et interurbaines.

## Correspondances RTM
Arrêt Métro La Fourragère

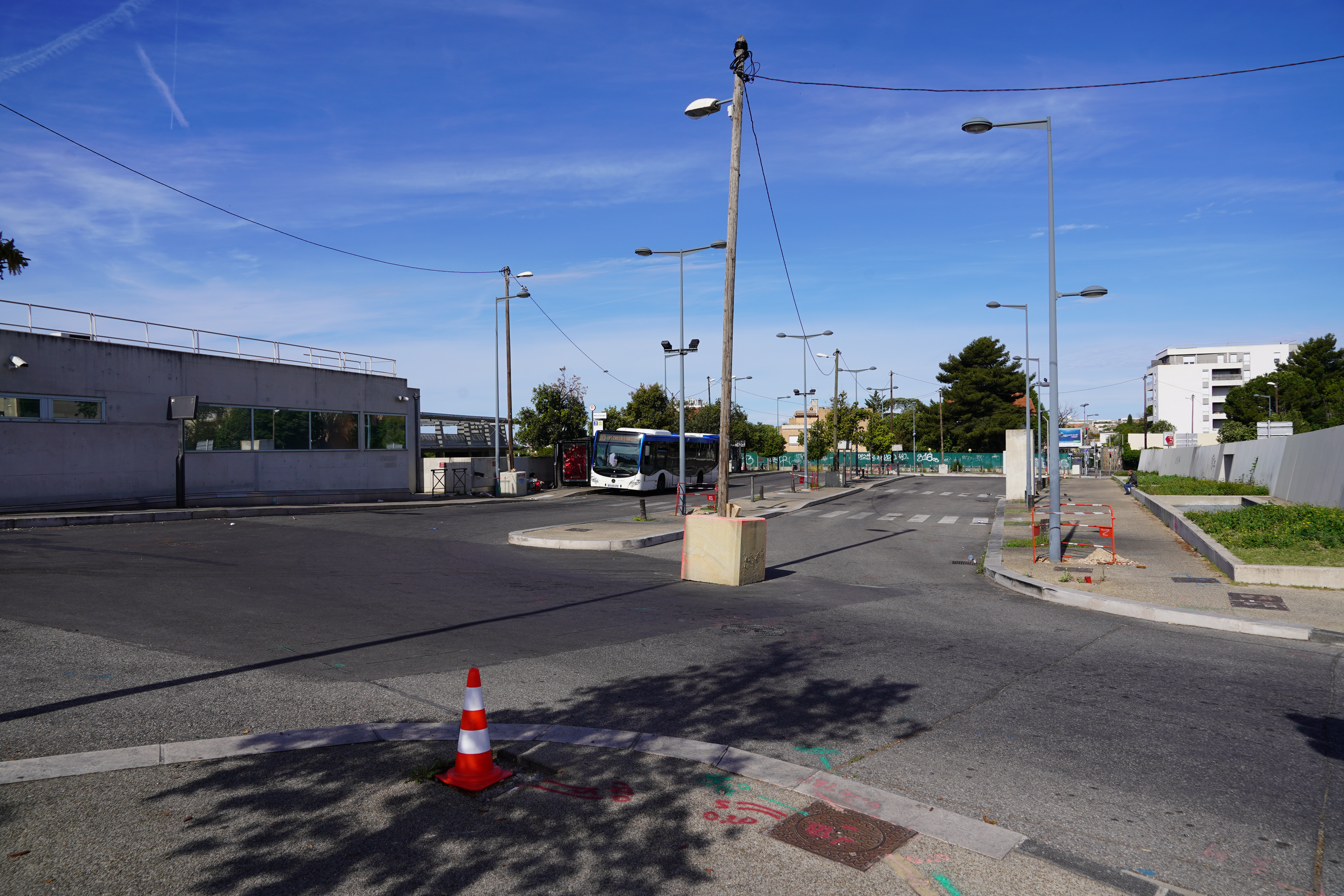
Arrêt des bus sur le parvis de la station.

- en passage en direction des Trois Lucs (Enco de Botte) / Bois Lemaître (arrêt dans la gare d’échanges) et en passage en direction de  Foch 5 Avenues (arrêt sur l'avenue des Caillols)
- en passage en direction des Caillols Centre Urbain (arrêt dans la gare d’échanges) et en direction de Saint-Julien (arrêt sur l'avenue des Caillols)
- en terminus en direction de Les Caillols Hôpital (départ dans la gare d’échanges) et en passage en direction de Métro La Fourragère avant d’aller desservir Saint-Barnabé (arrêt sur l'avenue des Caillols)
- Ligne 107 en terminus en direction d’Allauch Village (départ dans la gare d’échanges)
- de nuit en passage en direction de Canebière (Bourse) et en direction des Caillols Centre Urbain.
- 240 en terminus en direction de la Gare d’Aubagne[4].

D’ici fin 2025, la station accueillera la future ligne de bus à haut niveau de service B4 qui la reliera jusqu’à la station de métro Gèze via Frais Vallon et la gare de Picon-Busserine.

## À proximité
- Rocade L2
- Collège Germaine Tillion
- Lycée polyvalent La Fourragère
- Lycée privé L'Olivier
- Centre commercial de Saint-Barnabé/Les Caillols (Auchan Supermarché)
- Clinique Vert Coteau

## Services
- Service assuré du lundi au dimanche de 5h à 1h.
- Distributeurs de titres : possibilité de régler par billets, pièces, carte bancaire.
- Parking relais accessible du lundi au dimanche de 4h30 à 20h, d'une capacité de 800 places dont 16 pour les personnes à mobilité réduite, 20 équipées de bornes de recharges électriques et 50 pour deux-roues motorisées.
- Un AbriVélo sécurisé, d'une capacité de 80 places dont 20 équipées de bornes de recharges électriques, accessible tous les jours de 4h30 à 1h30 [5]

## Galerie

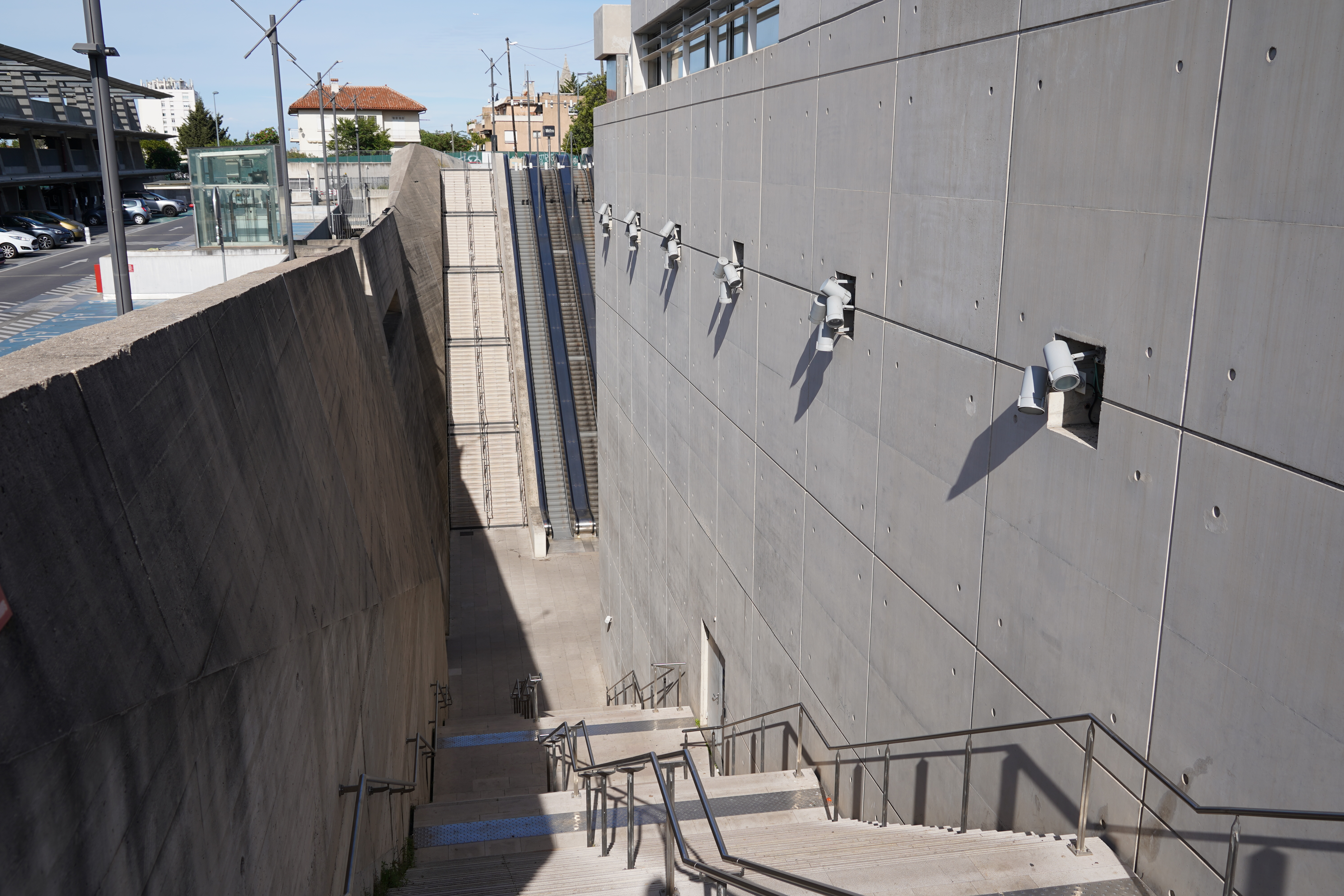
Escaliers d'accès à l'entrée de la station.
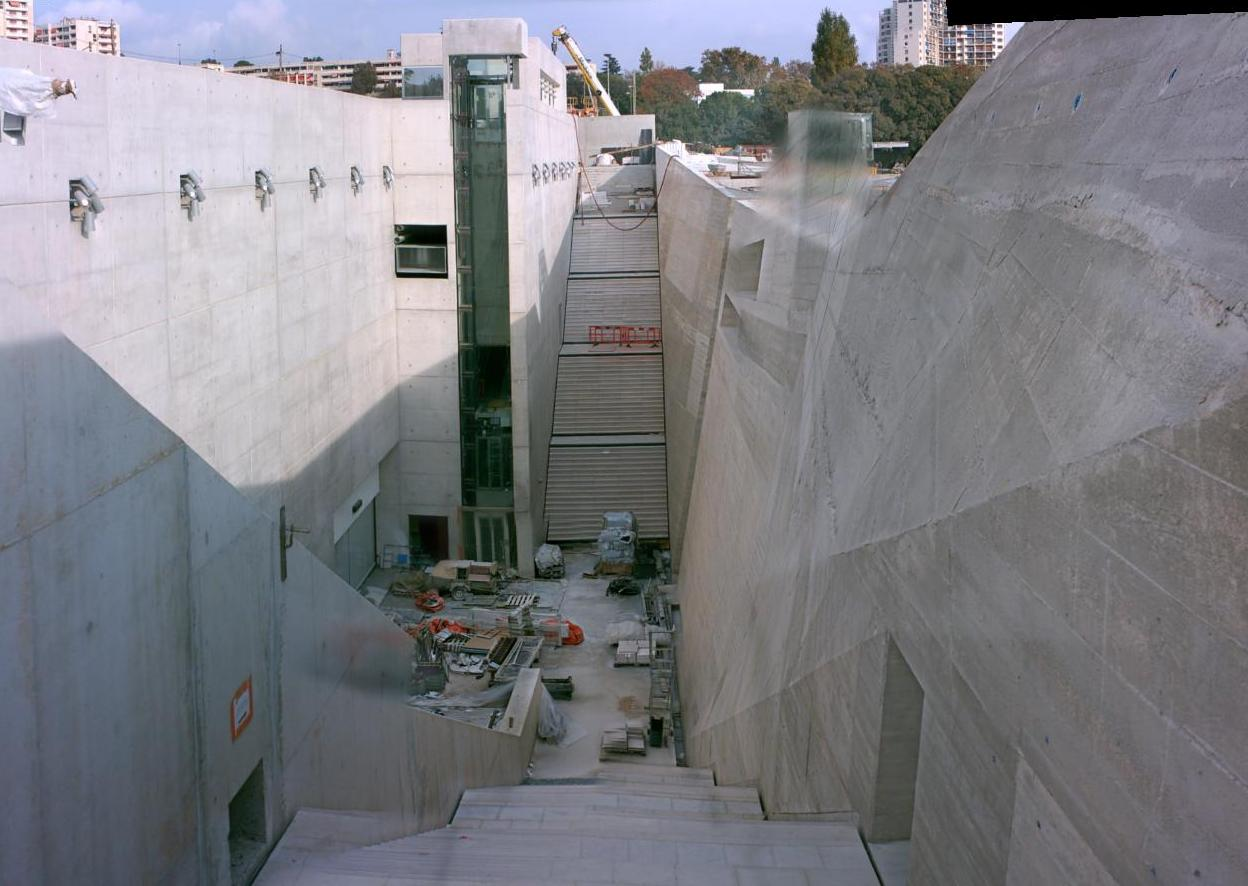
Escaliers monumentaux en travaux.
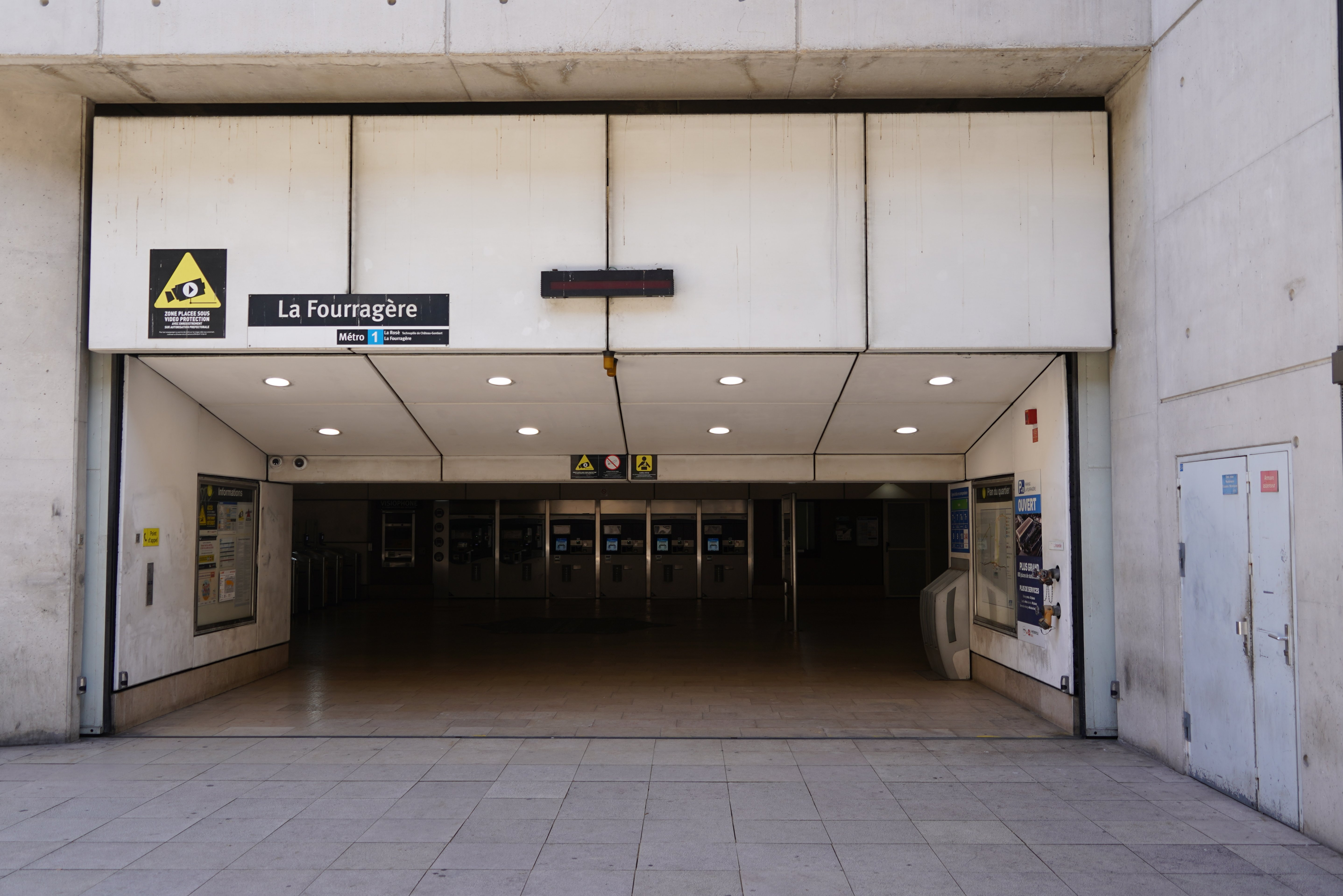
Entrée de la station.
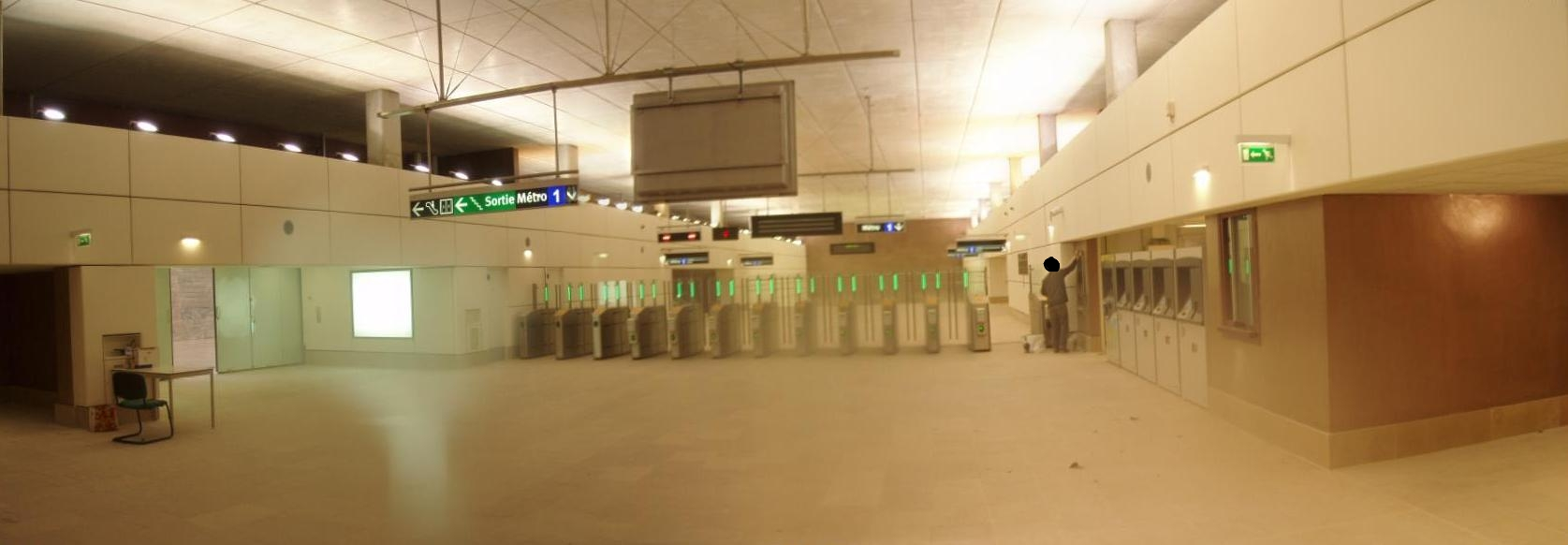
Hall.
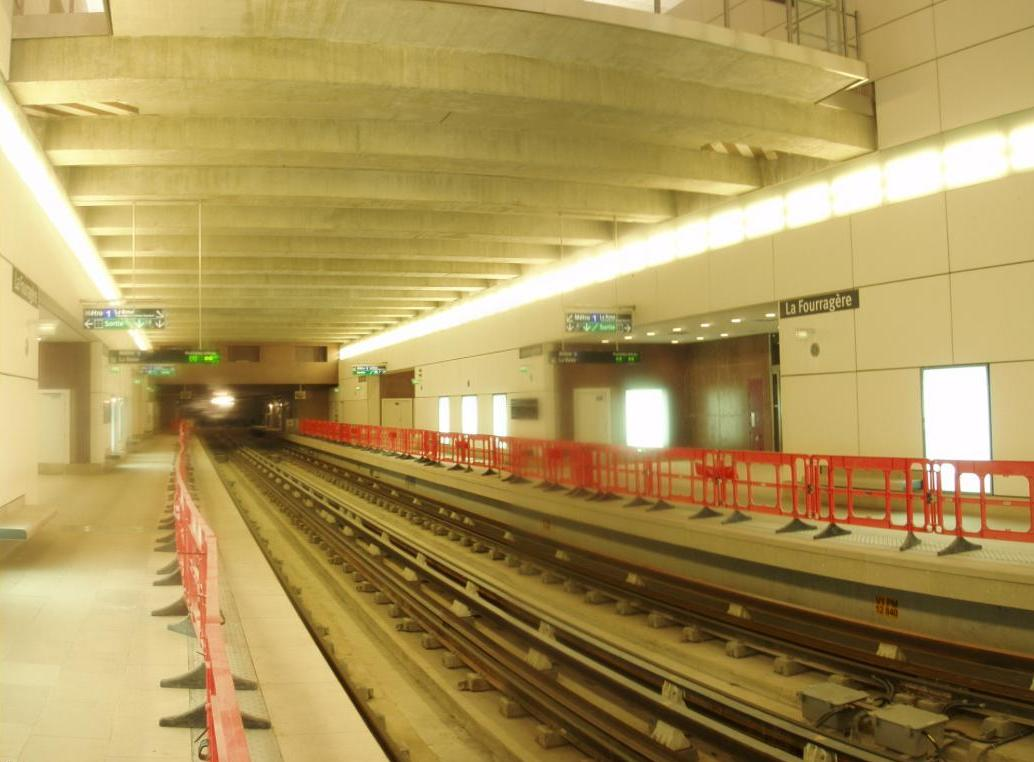
La station en chantier.
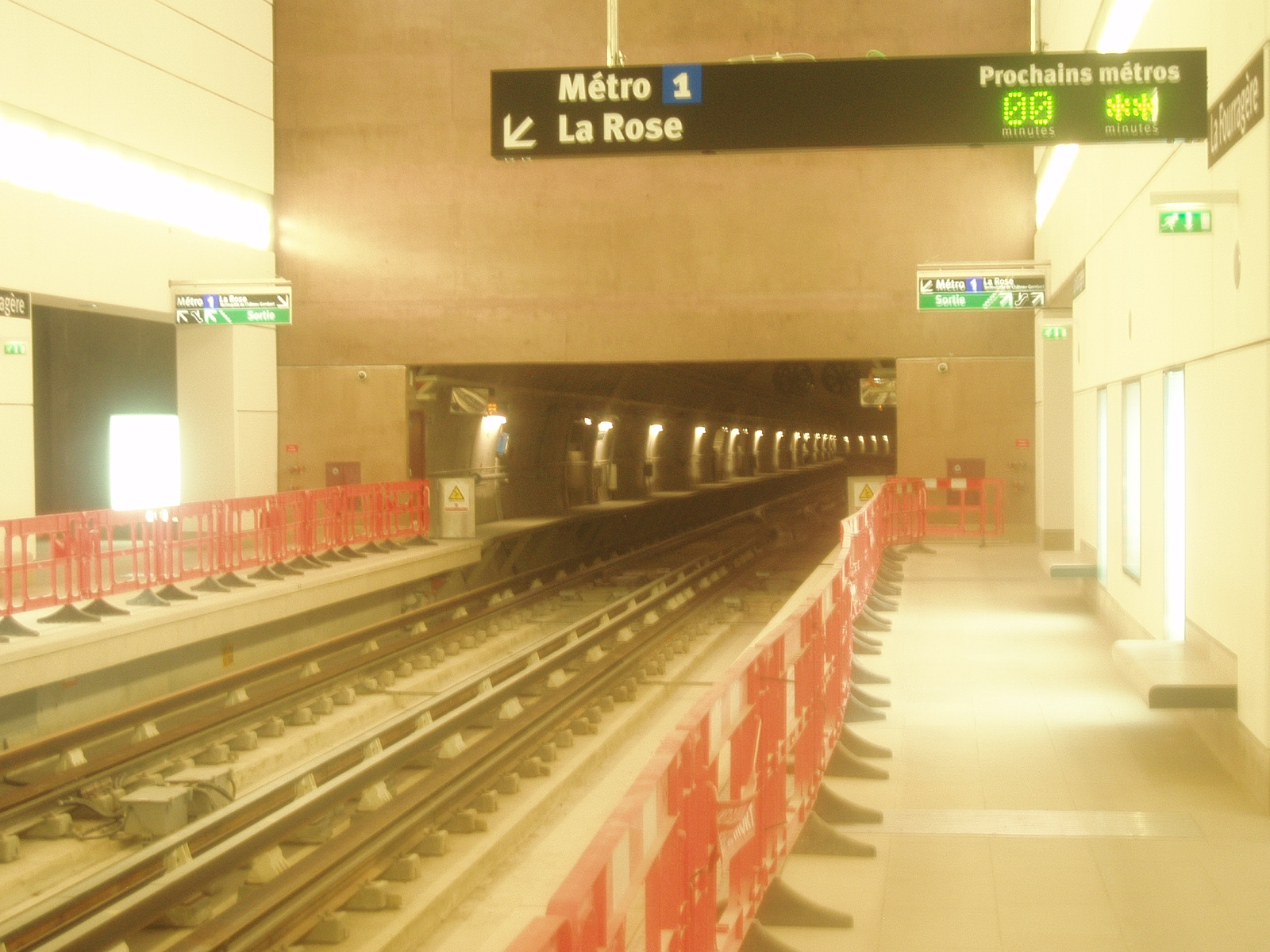
Tunnel en direction de La Rose
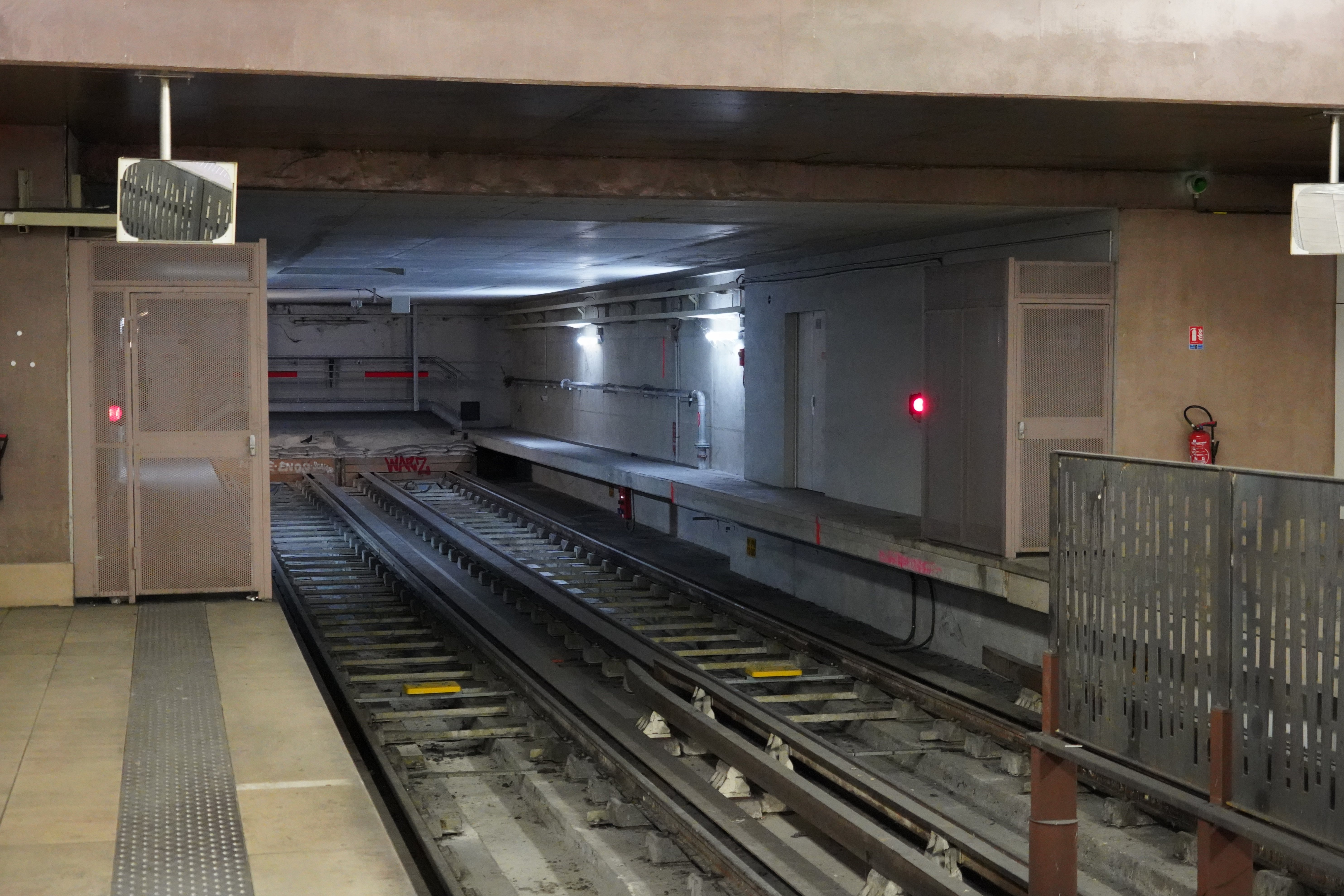
Extrémité des voies du terminus.
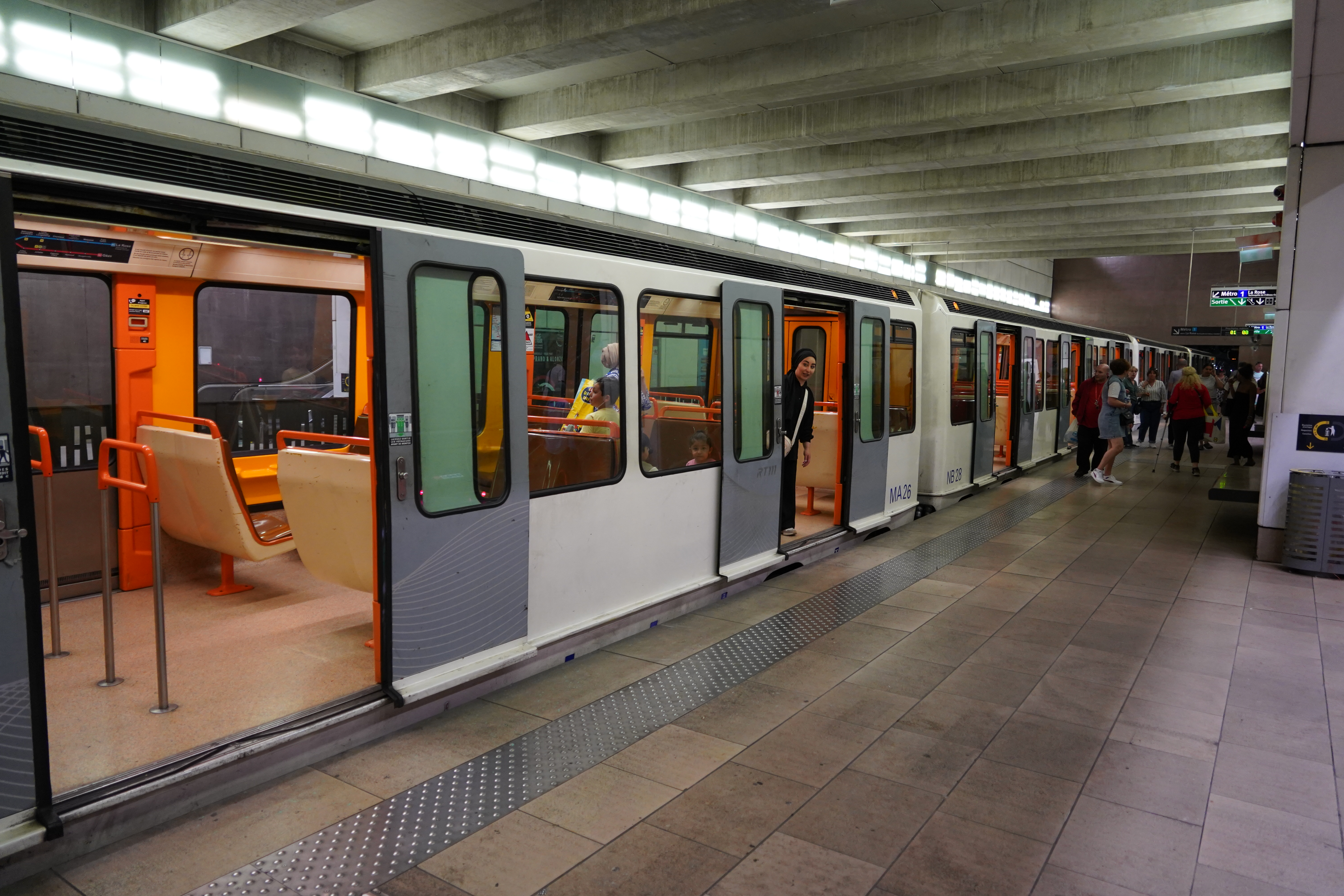
MPM 76 à quai.